# Die Konsequenz
Die Konsequenz ist die Verfilmung des gleichnamigen autobiografischen Romans von Alexander Ziegler unter der Regie von Wolfgang Petersen.
Der Film wurde in Schwarzweiß gedreht.

## Handlung
Der homosexuelle Schauspieler Martin Kurath sitzt im Gefängnis.  Der Grund: Er hatte eine Beziehung mit einem Jugendlichen gehabt. Bei einem Theaterprojekt lernt er den 16-jährigen Sohn eines Gefängnisaufsehers, Thomas Manzoni, kennen. Thomas ist unglücklich mit seinem Leben. Nicht zuletzt deshalb, weil er gerne weiter zur Schule gehen will. Sein Vater erlaubt das aber nicht. Er muss stattdessen eine Lehre als Verkäufer machen.
Thomas und Martin verlieben sich und ziehen nach Martins Entlassung zusammen. Das löst heftige Empörung in ihrer Umgebung aus. Thomas bricht die Lehre ab. Um ihn von Martin zu trennen, erwirkt sein Vater die Einweisung in eine Erziehungsanstalt. Der sensible Jugendliche leidet sehr unter dem strengen Regiment, der unter den Insassen herrschenden Macho-Kultur und der räumlichen Trennung von Martin. Sein Wunsch, wieder zur Schule zu gehen, wird ihm auch dort verwehrt. Die weitere Handlung dreht sich um Thomas’ Aufenthalt in der Anstalt, an dem er letztendlich seelisch zerbricht.
Der Film endet mit der Fernseh-Suchmeldung über Thomas’ Flucht aus der Psychiatrie nach seinem Suizidversuch.

## Literarische Vorlage
Der aus der Perspektive Martin Kuraths tagebuchartig gestaltete Roman Die Konsequenz spielt im Jahr 1974. Der Schweizer Alexander Ziegler verarbeitet in dem Buch seine persönlichen Erfahrungen. Er selbst war wegen „Verführung Unmündiger zu widernatürlicher Unzucht“ zweieinhalb Jahre lang inhaftiert.

## Hintergrund
Bei der von Bernd Eichinger im Jahr 1977 produzierten Verfilmung der Romanvorlage unter der Regie von Wolfgang Petersen arbeitete Alexander Ziegler selbst mit. Die Dreharbeiten fanden vom 7. März bis zum 16. April 1977 in Zürich und Umgebung, München, am Starnberger See sowie in der Justizvollzugsanstalt Vechta und am Rhein statt. Für die Filmmusik zeigte sich Nils Sustrate verantwortlich.
Die Premiere des Films war am 29. Oktober 1977 im Rahmen der Hofer Filmtage. Die Konsequenz wurde mit dem Prädikat „wertvoll“ ausgezeichnet und dennoch in der ursprünglichen Fassung zensiert. Wegen des als brisant empfundenen Inhalts boykottierte der 
Bayerische Rundfunk die Erstausstrahlung in der ARD am 8. November 1977 und weigerte sich, den Film zu senden. Kinostart war am 2. Dezember 1977.
Im März 2008 wurde der Film als Bestandteil einer Gesamt-Werkschau des Regisseurs Wolfgang Petersen auf DVD veröffentlicht. Zum 45. Jubiläum von Die Konsequenz folgte am 9. Juni 2022 eine Veröffentlichung auf Blu-ray.

## Kritiken
„Der emotional stark überlastete Film versteht sich als Plädoyer für Toleranz und Achtung gegenüber  Homophilen.“

„Trotz einigermaßen dramatischen Beiwerks […] ist sie [die Geschichte] vor allem eine natürliche Liebesgeschichte in Schwarzweiß – eine der privatesten und glaubwürdigsten, die seit langem über den Bildschirm gingen.“

„[…] manchmal, in der Zeichnung einiger negativer Kontrastfiguren, zu grobschlächtig didaktisch […]. Doch über diese Schwächen helfen die nuancierte Schwarzweiß-Photographie und das unglaublich intensive Zusammenspiel von Jürgen Prochnow und dem 17jährigen Laien Ernst Hannawald hinweg. Dieser Junge […] spielt seine Rolle mit einer Authentizität und emotionalen Betroffenheit, wie es sie im Fernsehen kaum je zu sehen gibt.“

## Auszeichnungen
- 1978: Adolf-Grimme-Preis mit Bronze für Alexander Ziegler und Wolfgang Petersen
- 1978: Deutscher Kritikerpreis